# Жалиньи-сюр-Бебр
Жалиньи́-сюр-Бебр (фр. Jaligny-sur-Besbre) — коммуна во Франции, находится в регионе Овернь. Департамент коммуны — Алье. Административный центр кантона Жалиньи-сюр-Бебр. Округ коммуны — Виши.
Код INSEE коммуны — 03132.

## Население
Население коммуны на 2008 год составляло 641 человек.
| 1962 | 1968 | 1975 | 1982 | 1990 | 1999 | 2008 |
| ---- | ---- | ---- | ---- | ---- | ---- | ---- |
| 822  | 827  | 778  | 767  | 762  | 696  | 641  |

## Экономика
В 2007 году среди 374 человек в трудоспособном возрасте (15—64 лет) 251 были экономически активными, 123 — неактивными (показатель активности — 67,1 %, в 1999 году было 64,5 %). Из 251 активных работали 224 человека (125 мужчин и 99 женщин), безработных было 27 (12 мужчин и 15 женщин). Среди 123 неактивных 35 человек были учениками или студентами, 45 — пенсионерами, 43 были неактивными по другим причинам.

## Фотогалерея

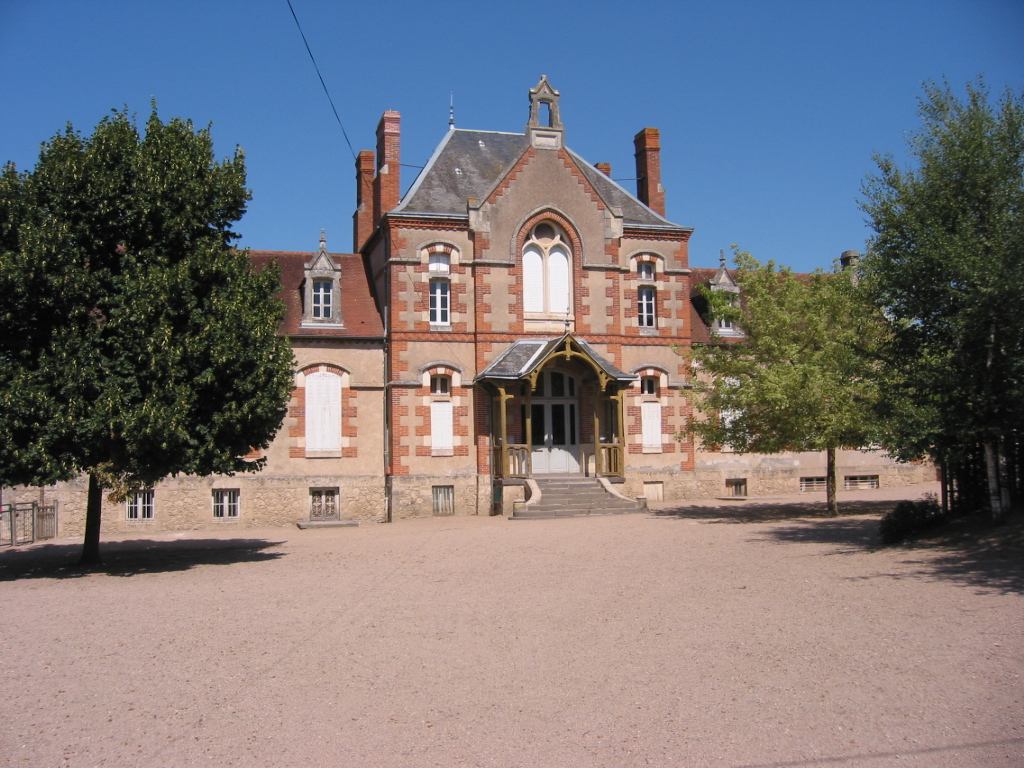
Начальная школа
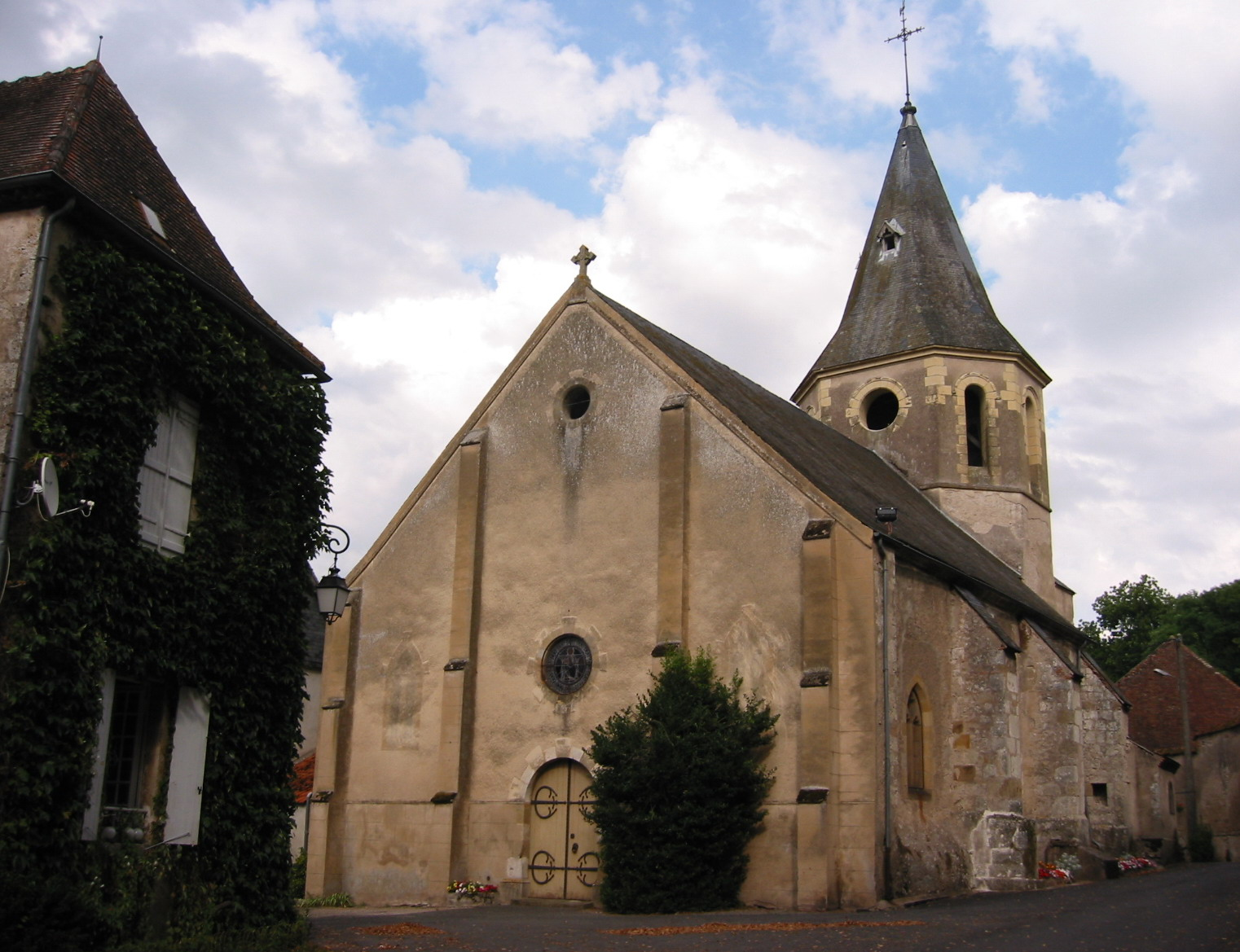
Церковь Сент-Ипполит
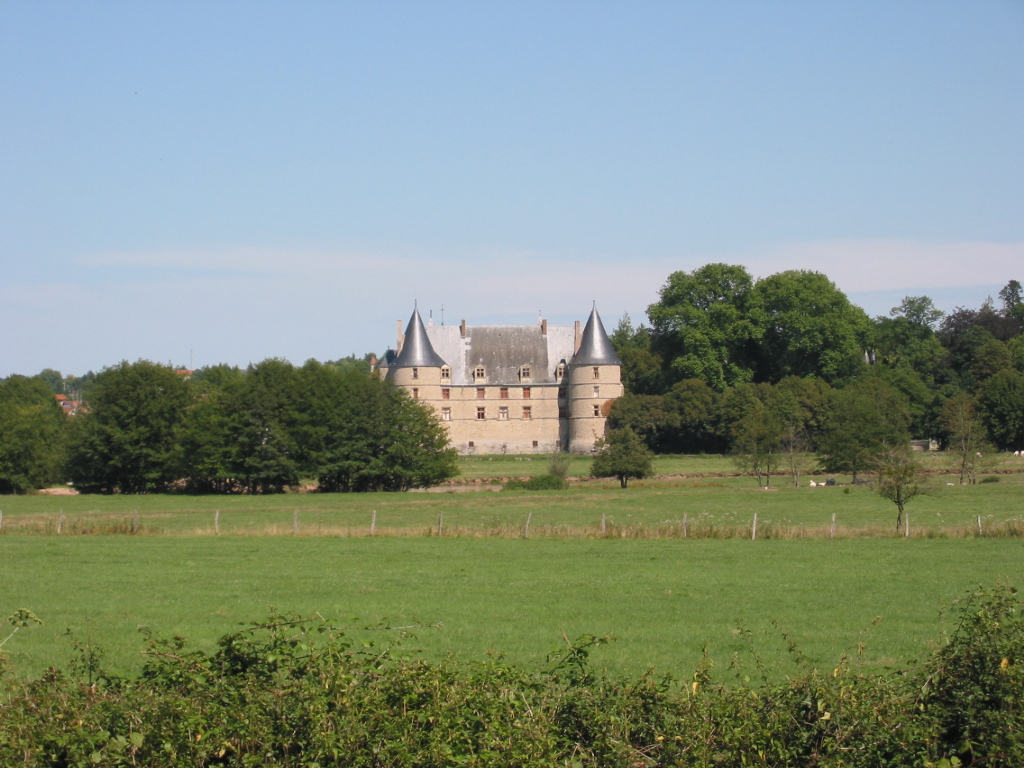
Замок